# Distrito de Iganga
Iganga es un distrito de Uganda, ubicado al este del país. Su nombre proviene de su ciudad capital, la ciudad de Iganga.
De norte a sur el distrito posee 64 kilómetros de largo, y de este a oeste tiene 63 kilómetros de ancho. Su población es de 504 197 habitantes.

## Población
Iganga está dentro de la región tribal de Busoga, usan la lengua tradicional Lusoga todavía usada extensivamente. Lusoga es una lengua relacionada muy de cerca con Luganda, que es ampliamente utilizado en la región de la capital y en los medios de comunicación.

## Economía
Iganga es un distrito rural, y la principal ciudad no es un destino turístico con como lo es Jinja al oeste. La mayoría de la gente en Iganga son granjeros. Las cosechas comerciales principales de Iganga incluyen maíz, patatas, la caña de azúcar, café, té, y soja. Los árboles de mango y papaya crecen a través del distrito. En los mercados hay piñas, tomates, plátanos dulces, pimientas, verduras, y matooke, que es la palabra del Luganda/Lusoga para los plátanos no dulces.